# Ines Appelmann
Ines Appelmann (* 8. Dezember 1987) ist eine deutsche Fußballschiedsrichterin. Sie pfeift für den Verein RWO Alzey.

## Werdegang
Appelmann stieg im Jahr 2009 als Schiedsrichterin in die 2. Frauen-Bundesliga auf. Zwei Jahre später gelang der Sprung in die Bundesliga der Frauen sowie in die Oberliga Rheinland-Pfalz/Saar bei den Männern. Im Jahre 2014 wurde Appelmann als Schiedsrichterinassistentin beim DFB-Pokalfinale 2014 zwischen der SGS Essen und dem 1. FFC Frankfurt eingesetzt. Drei Jahre später nominierte der DFB Appelmann als Schiedsrichterin des Pokalfinals zwischen dem SC Sand und den VfL Wolfsburg.
Seit 2016 ist Ines Appelmann FIFA-Linienrichterin. Hauptberuflich arbeitet sie als Lehrerin für Erdkunde und Sport am Gymnasium Nieder-Olm.